# D-Luciferin
D-Luciferin (auch Firefly Luciferin) ist eine chemische Verbindung aus der Gruppe der Luciferine, die in biolumineszenten Organismen zur Erzeugung von Licht dienen. In der Biochemie wird Luciferin als Substrat des Reporterenzyms Luciferase verwendet.

## Eigenschaften
In Leuchtkäfern wird das D-Luciferin in den Peroxisomen der Zellen des Leuchtorgans gebildet und zur Lichterzeugung oxidativ decarboxyliert.

Decarboxylierung des oxidierten D-Luciferins
Das D-Luciferin wird im Zuge einer Biolumineszenz durch das Enzym Luciferase oxidativ zu Oxyluciferin (oxy-L) decarboxyliert:
{\displaystyle \mathrm {LH_{2}+O_{2}+ATP{\xrightarrow[{Mg^{2+}}]{Luciferase}}\ oxy{\text{-}}L+CO_{2}+AMP+PP_{i}+h\nu } }
Die Reaktion erfolgt in vitro bei einem pH-Optimum von 7,8 bei Raumtemperatur. Während die Farbe der Biolumineszenz In vivo gelbgrün bis gelb ist (552–582 nm), ist das Spektrum in vitro größer. Bei saurem pH-Wert gibt es eine Verschiebung ins Rotspektrum (615 nm). Daneben absorbiert es Licht bei 327 nm und emittiert Fluoreszenz bei 530 nm.
Die Biosynthese von D- und L-Luciferin erfolgt aus zwei Cysteinen und p-Benzochinon oder Hydrochinon. Die chemische Synthese erfolgt analog.

Biosynthese in Luciola lateralis

## Anwendungen
D-Luciferin wird in Verbindung mit der Verwendung von Luciferasen als Reportergen verwendet.